# Bath City FC
Bath City FC är en engelsk fotbollsklubb i Bath i Somerset, grundad 1889. Hemmamatcherna spelas på Twerton Park. Smeknamnen är The Romans, The Stripes eller bara City.

## Historia
Klubben bildades 1889 under namnet Bath AFC, men inför säsongen 1902/03 bytte man namn till Bath Railway FC och det namnet behöll man till 1905/06 då man bytte till nuvarande namn.
Under andra världskriget spelade man i den tillfälliga Football League Division Two Northern Division och 1944 vann man trots motståndare som Liverpool och Manchester United.

## Meriter
- Southern Football League Western Section: 1929-30 - Aldershot Town FC (Eastern Section) vann slutspelet med 3–2 (nivå 4)
- Southern Football League Western Section: 1932-33 - Norwich City FC Reserves (Eastern Section) vann slutspelet med 2–1 (nivå 4)
- Southern League : 1959/60, 1977/78, (nivå 5)
- Southern League: 2006/07 (nivå 7)
- Southern Football League Cup: 1978/79
- Somerset Premier Cup: 1951/52, 1952/53, 1957/58, 1959/60, 1965/66, 1967/68, 1969/70, 1977/78, 1980/81, 1981/82, 1983/84, 1984/85, 1985/86, 1988/89, 1989/90, 1993/94, 1994/95
- Somerset Professionsl Cup: 1929/30, 1933/34, 1935/36
- Western Counties Floodlit League Cup: 1975/76, 1979/80
- Somerset Senior League: 1922/23, 1929/30, 1931/32, 1933/34, 1934/35

## Kända spelare
- Tony Book
- Jason Dodd
- Charlie Fleming
- Stan Mortensen
- Paddy Sloan
- Bobby Zamora